# Ku-ring-gai-Chase-Nationalpark
Der Ku-ring-gai-Chase-Nationalpark ist ein Nationalpark bei Sydney in Australien. Er wurde 1894 gegründet und ist damit einer der ältesten Nationalparks Australiens. Der Park umfasst etwa 150 km² von Eukalyptus dominiertes Buschland auf Sandstein-Höhenzügen sowie einige Rias, vom Pazifischen Ozean überflutete Flusstäler, die letztlich über die beiden Arme Cowan Creek und Pittwater in den Hawkesbury River führen.
Traditionelle Eigentümer des Landes waren die Guringai, ein Stamm der Aborigines. Im Nationalpark befinden sich viele Artefakte ihrer Besiedlung, unter anderem Petroglyphen im Stil der Sydney-Felsgravuren. Ab 1834 siedelten Weiße im Gebiet; heute befindet sich mit Cottage Point aber nur noch ein bewohnter Ort im Park.
Seit 2006 ist der Ku-ring-gai-Chase-Nationalpark aufgrund seiner hohen Biodiversität in der Australian National Heritage List aufgeführt; im Park finden sich 24 verschiedene Vegetationstypen mit insgesamt 13 bedrohten Tierarten.
Für die Bewohner Sydneys ist der Nationalpark ein beliebtes Naherholungsgebiet mit jährlich rund 2 Millionen Besuchern.

## Geografie
Der 150 km² große Ku-ring-gai-Chase-Nationalpark liegt etwa 25 km nördlich des Stadtzentrums von Sydney im Hornsby Shire und bildet die nördliche Grenze der Stadt. Eingegrenzt wird der Nationalpark im Süden von Wohngebieten von Hornsby und Mona Vale, im Westen vom Pacific Highway, im Norden vom Hawkesbury River und im Osten von Pittwater, eine der Rias des Hawkesbury Rivers. Außerdem grenzen das Muogamarra Nature Reserve, das Berowra Valley Nature Reserve sowie der Garigal-Nationalpark an. Der höchste Punkt, Willunga Trig, liegt 228 m über dem Meeresspiegel.
Die Rias Cowan Water und Pittwater werden vorwiegend vom Pazifischen Ozean über den Hawkesbury River gespeist sowie von einer Vielzahl kleinerer Zuläufe: Diese Zuläufe entstehen insbesondere nach Regen, wenn das Niederschlagswasser durch den Sandstein-Boden sickert und über kleine Wasserfälle und Bäche in die Rias abläuft. Cowan Creek hat eine Länge von 14 km und eine maximale Breite von rund 400 m. Zwei große Hauptbuchten (Coal and candle creek und Smiths creek) sowie eine Vielzahl kleinerer Buchten sind Rias kleinerer Bäche. Pittwater Creek ist 8 km lang und bis zu 2 km breit, neben einer Vielzahl von Buchten gibt es auch die nicht zum Nationalpark gehörende Inseln Scotland Island.
Es sind insgesamt vier Zugangsstraßen in den Nationalpark vorhanden. Der westliche Teil des Parks kann auch mit CityRail erreicht werden: Wanderwege führen von der Cowan Station, der Berowra Station und der Mt Ku-ring-gai Station in den Park. Boote können vom Hawkesbury River aus in die verschiedenen Buchten fahren und an drei Jachthäfen (Bobbin Head, Akuna Bay und Cottage Point) sowie 48 öffentlichen Moorings im Park ankern.

## Klima
Wie Sydney liegt der Nationalpark in der subtropischen Klimazone. Das durchschnittliche Temperaturmaximum schwankt zwischen 17 °C im Winter und 26 °C im Sommer; das durchschnittliche Temperaturminimum liegt zwischen 8 °C im Winter und 18 °C im Sommer. Der niedrigste gemessene Wert ist −3,5 °C, der höchste 43,1 °C.
Die Niederschlagsmenge ist mit durchschnittlich 120 mm (Januar) bis 140 mm (März) pro Monat im Sommer am höchsten und kann an einem Tag bis zu 253 mm erreichen. Im trockenen Winter – Juli bis September – werden durchschnittlich 60 mm pro Monat verzeichnet.

## Geologie

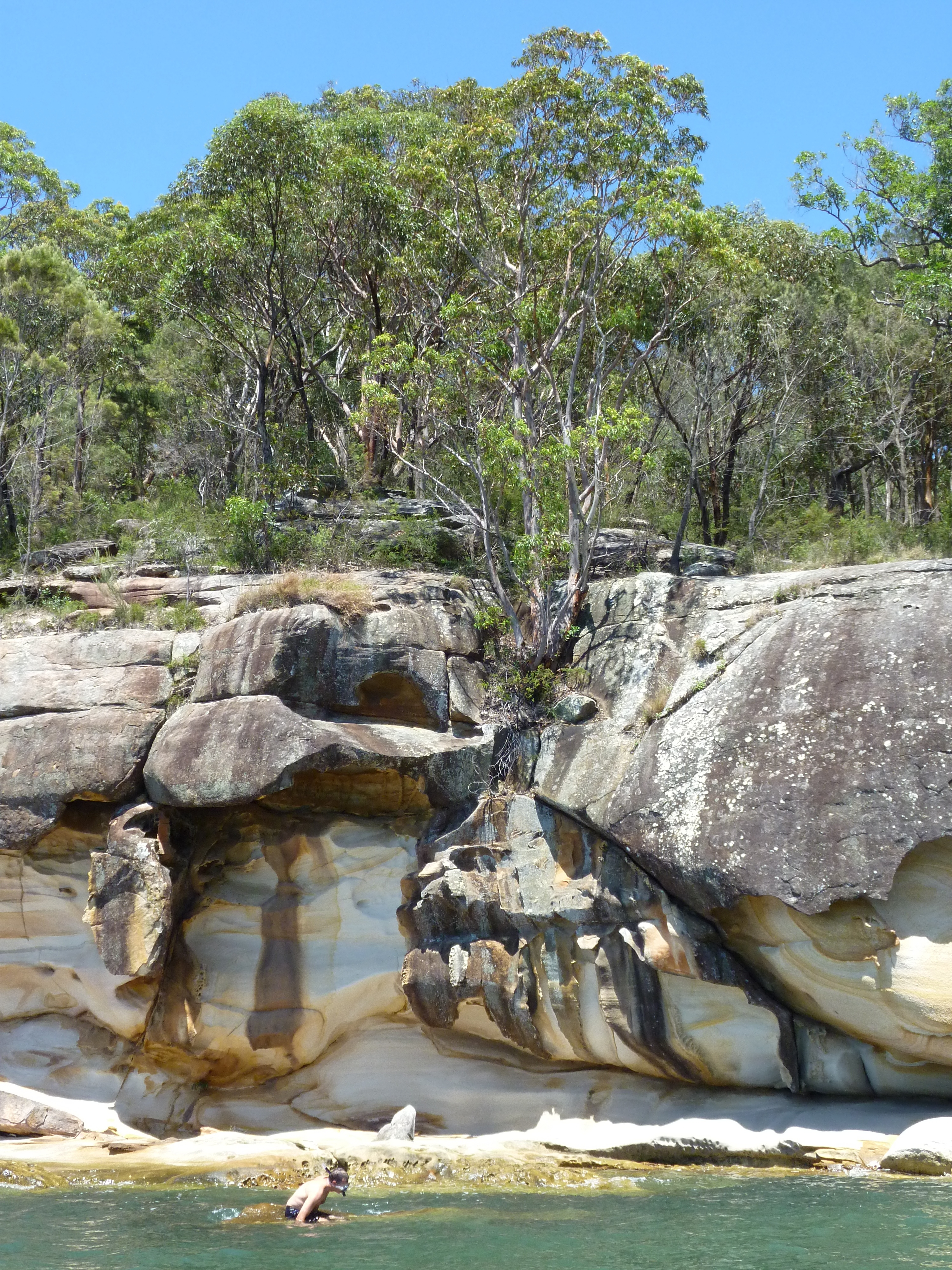
Pflanzenbewuchs auf Sandstein

Der Nationalpark liegt auf einem Teil des Sydney Basins, einem 60.000 km² großen Sedimentbecken eines großen Süßwasser-Sees, in dem sich während des Trias vor 290 bis 200 Millionen Jahren Sand, Schlamm und Schlick ablagerte, das dann zu Gestein verdichtet wurde.
Zur untersten Gesteinsschicht gehört das geschichtete, dichte und feinkörnige Schiefergestein der Narrabeen Group. Dieser Formation entstammen auch die ältesten Berge im Park, die in geringer Höhe von 20 bis 40 Metern an der Küste von Pittwater, Cowan Water, nördlich von Cottage Point und am Ende des Barrenjoey Heads hervortreten. Der verwitterte Narrabeen-Schiefer bildet den relativ roten Tonboden. Darüber liegt der körnige Hawkesbury-Sandstein, der aus verkitteten Quarzkörnern zusammengesetzt ist. Dieser Sandstein ist das am weitesten verbreitete Gestein der Ebenen und Hügel im Park. Die Verwitterung des Hawkesbury-Sandsteins bildete die ausgedehnten sandigen Böden auf den Höhen und die gelbe Erde in den tiefen Tälern. Die oberste Schicht bildete die Wianamatta Group, die mittlerweile weitgehend erodiert ist.
Vor 2 bis 12 Millionen Jahren hob sich das Hornsby-Plateau, auf dem sich der Ku-ring-gai-Chase-Nationalpark befindet, um 150 bis 250 m. Es fiel trocken, so dass Verwitterung und Erosion das Plateau formten. Eine letzte Erosionsperiode fand in der letzten Eiszeit statt, als das Meer tiefer lag und so durch ablaufende Flüsse die v-förmigen Täler im Plateau geformt wurden. Am Ende der Gletscherperiode wurden die Täler geflutet und die Höhen von Lion Island, Long Island, Spectacle Island und Barrenjoey Headland herausgeformt; anschließend entstand durch Ablagerungen wieder eine Landbrücke, die Barrenjoey Head mit dem Hauptland verband.
Vor 65 bis 40 Millionen Jahren drang in Klüfte Lava ein; deshalb befindet sich auch vereinzelt Lavagestein im Park. Die Verwitterung des Lavagesteins bildete rote und besonders fruchtbare Böden am West Head nahe der Picknick-Stellen, während tief verwittertes und zertrümmertes vulkanisches Gestein die Täler am Campbells Crater und Smith Crater und nahe am Smith Creek bei Cowan Water bildete.
Von 1901 an wurden Steinbrüche auf dem Parkgelände für Bausteine und Straßenmaterial angelegt. Die Bobbin Head Road wie auch die frühen Sandsteingebäude auf dem Parkgelände sind aus diesem Sandstein. Die Steinbrüche sind heute aufgelassen, stellen ein historisches Zeugnis dar und werden nicht verändert. Zwei weitere Steinbrüche im Park werden von Fall zu Fall noch genutzt.

## Ökosysteme

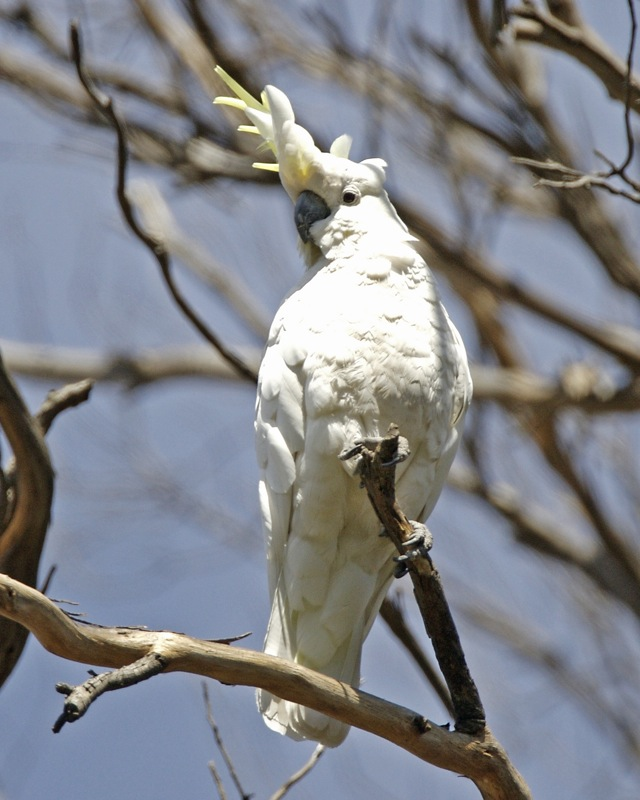
Der Gelbhaubenkakadu ist häufig anzutreffen.

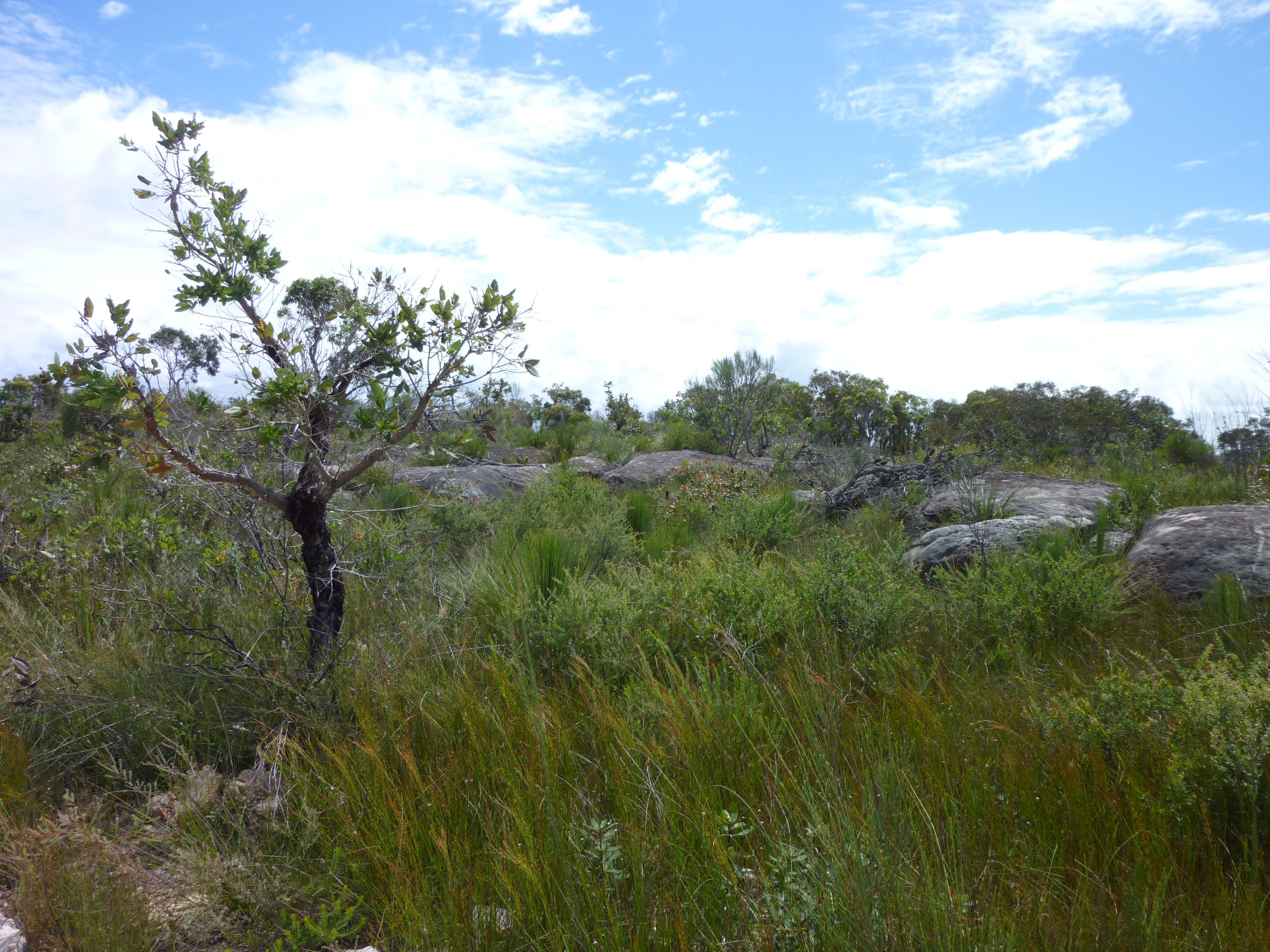
Heidelandschaft

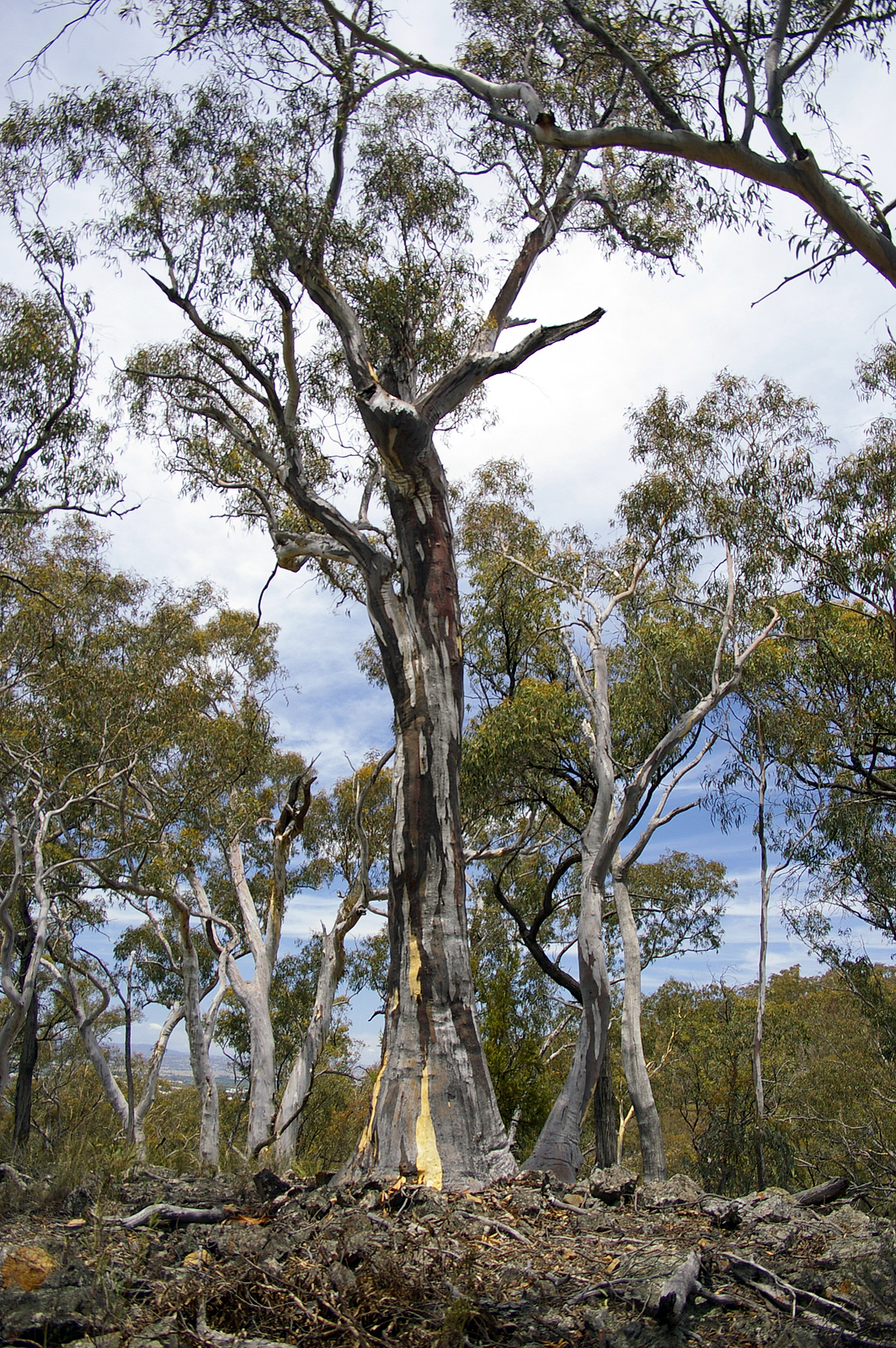
Eucalyptus haemastoma wächst vor allem im Woodland.

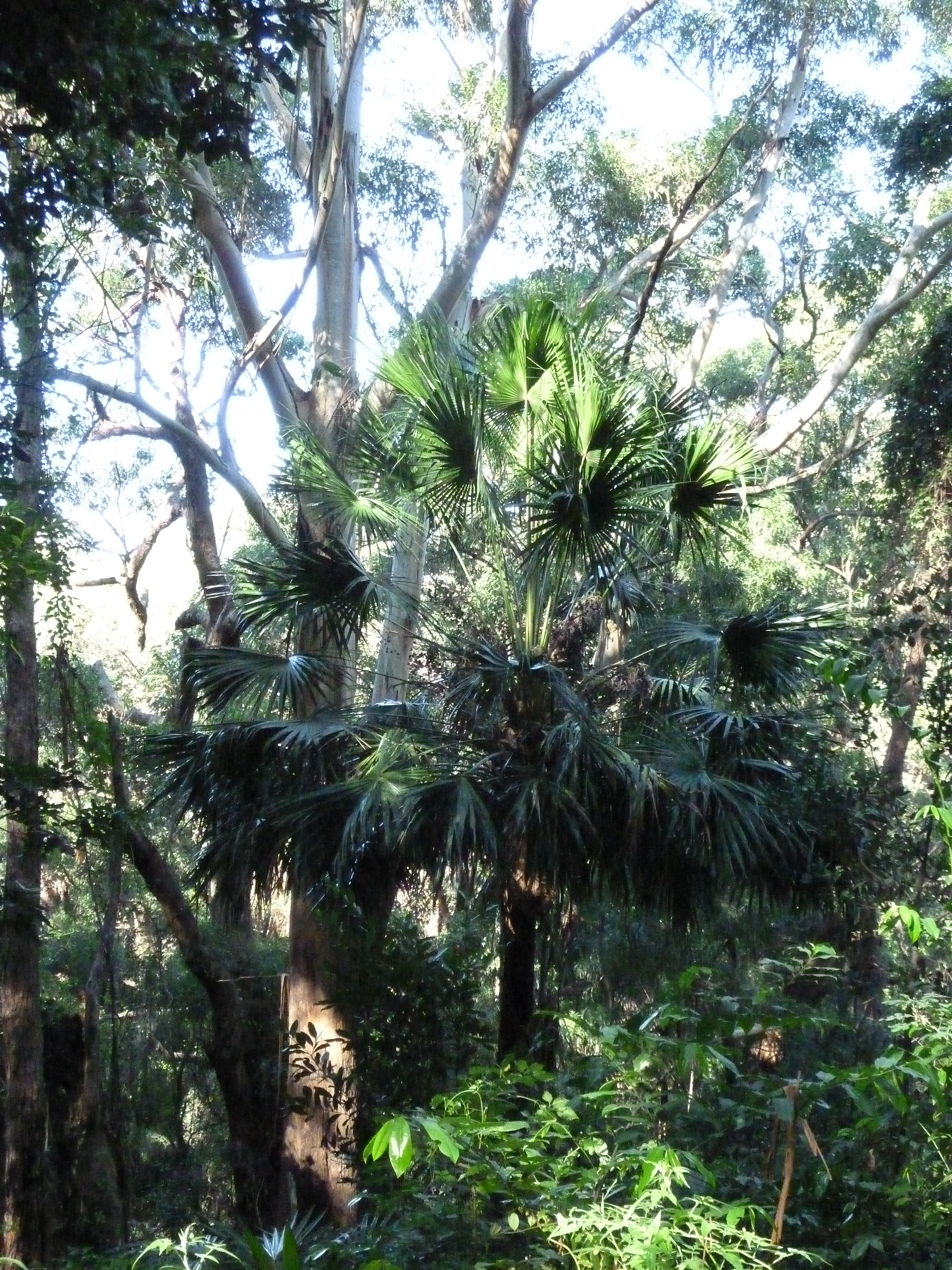
Livistona australis im Regenwald

Im Ku-ring-gai-Chase-Nationalpark wurden von der Flora und Vegetation Australiens bislang mehr als 1000 Pflanzenarten in 24 Vegetationstypen entdeckt und in einer Reihe von Studien ausführlich untersucht. Zusammengefasst werden die Vegetationstypen in den Ökosystemen Heide, Woodland, Open Forest und subtropischer Regenwald. Die verschiedenen Ökosysteme sind Heimat von Teilen der Fauna Australiens, nämlich von geschätzt 100 Schmetterlingsarten, verschiedenen Schlangen und Echsen, 160 Vogelarten sowie 28 heimischen Säugetierarten, von denen die meisten nur in Australien vorkommen. 13 Tierarten, die laut Threatened Species Conservation Act als bedroht gelistet sind, haben einen Lebensraum im Park: Neben dem Koala auch Kurznasenbeutler, Riesenbeutelmarder, mehrere Flughundarten, die Langflügelfledermaus, das Großfüßige Mausohr, Braunkopf-Rabenkakadu und Schwalbensittich, Riesenkauz und Neuhollandeule, die Lederschildkröte, der Rosenbergs-Waran sowie eine Frosch- und eine Krötenart (Heleioporus australiacus beziehungsweise Pseudophryne australi). Die Liste der Tierarten im Ku-ring-gai-Chase-Nationalpark gibt einen Überblick über weitere Tierarten. Von den Schmetterlingsarten werden in einer Arbeit von 1972 genannt: 18 der Familie der Dickkopffalter, 4 den Ritterfaltern (darunter der Papilio demoleus sthenelus), 7 Weißlinge, 12 Edelfalter (unter anderem der Monarchfalter) und 7 Bläulinge.

### Heide
Trockene Heide befindet sich auf den wasserdurchlässigen Hügeln auf Sandstein; hier gibt es vor allem Gebüsch mit niedrig wachsenden Banksien-Arten (Banksia oblongifolia, Banksia ericifolia), Boronia-Arten (Boronia pinnata, Boronia serrulata, Boronia floribunda) und den Australischen Teebaum (Melaleuca alternifolia). Diese Arten blühen zumeist im Frühjahr, also von September bis November, und ziehen zahlreiche samen- und nektarfressende Vögel an, zum Beispiel Papageien (Schwalbensittich, Rosellasittich, Pennantsittich, Allfarblori) und Honigfresser (unter anderem Weißaugen-Honigfresser, Lärmlederkopf, Goldohr-Honigfresser). Den Honigfressern kommt dabei zugute, dass sie lange, schmale Schnäbel besitzen, die ihnen das Erreichen von Nektar ermöglichen. Der Australischen Fauna entsprechend sind die meisten Säugetiere Beutelsäuger, wie die verschiedenen Possum-Arten (zum Beispiel Kurznasenbeutler, Kurzkopfgleitbeutler); seltener sind Wallabys – auch sie bewohnen die Heide, genauso wie die meisten Schlangen und Echsen. Australiens größter Greifvogel, der Keilschwanzadler, hat hier sein Jagdgebiet.
Feuchte Heide befindet sich auf Schiefer, der mit einer dünnen Schicht Ton bedeckt und darum wasserundurchlässig ist. Wiederum gibt es hier verschiedene Banksia-Arten, die eine zeitweilig hohe Feuchtigkeit tolerieren, zum Beispiel Banksia robur.
Heidegesellschaften bewachsen die Bergkämme, weil die Guringais die Bergkämme alle 1–5 Jahre abbrannten. Damit unterstützten sie dort die Ausbreitung jener Pflanzenarten, die Feuer unbeschadet überstehen oder wie die Banksia-Arten sogar für ihre Vermehrung benötigen sowie relativ schnellwüchsig sind.

### Woodland
Im etwas tiefer liegenden Woodland in geschützten Lagen auf Hängen mit geringer Steigung und Sandboden finden sich vor allem größere Bäume: Es dominieren verschiedene Eukalyptus-Arten, wie zum Beispiel Eucalyptus haemastoma und Eucalyptus gummifera. Es wächst dort unter anderem der Strauch Telopea speciosissima. Sittiche und Kakadus nutzen die Hohlräume in Baumstämmen als Brutplatz; auch Possums sind hier anzutreffen.

### Open Forest
Open Forest wächst wiederum tiefer gelegen in den feuchteren Ablaufrinnen, wo sich auch verschiedene Eukalyptus-Arten (zum Beispiel Eucalyptus maculata, Eucalyptus paniculata und Eucalyptus piperita) sowie Boronien-Arten (Boronia mollis, Boronia fraser) finden. Sowohl Woodland als auch Open Forest sind Heimat des Koala, der sich von den meisten Eukalyptus-Arten ernährt, sowie verschiedener Adler-Arten (Fischadler, Weißbauch-Seeadler), die auf hohen Bäumen ruhen.

### Regenwald
In besonders geschützten und feuchten Lagen wie an der Jerusalem Bay ist gemäßigter Regenwald erhalten geblieben. Im Gegensatz zu den eukalyptusreichen Gebieten steht der Regenwald auf kompostierendem Humusboden, der reich an Nährstoffen und Insekten ist. Graurücken-Leierschwanz und Lachender Hans suchen hier nach Nahrung. Der Regenwald ist auch bevorzugtes Siedlungsgebiet des Riesenbeutelmarders. Dieser Regenwald enthält beispielsweise Tristiniopis laurina, Acmena smithii, Backhousia myrtifolia und die Palmen-Art Livistona australis sowie Baumfarn-Arten.

### Gewässer
In den Flussarmen des Hawkesbury River, im Pittwater und im Cowan Water, herrschen marine Bedingungen mit Brackwasser und Tidenhub vor, da es sich um Rias handelt. Rias entstehen in den tief eingeschnittenen Tälern, die von Flüssen gebildet wurden; der Pazifische Ozean flutet diese Täler, seitdem mit dem Beginn der jetzigen Warmzeit vor etwa 12.000 Jahren der Meeresspiegel anstieg.
Die meisten Gewässer haben ihr Wassereinzugsgebiet ausschließlich innerhalb des Ku-ring-gai-Chase-Nationalparks und sind von guter Wasserqualität. Gelegentlich verschmutzen Boote mit Öl, Benzin oder Abwasser diese Bereiche, was dann zu Problemen führt, wenn kleinere Buchten nur wenig durch den Tidenhub gespült werden. Einige Gewässer haben ihr Einzugsgebiet in bewohnten Gebieten und sind mit Nährstoffen überlastet.
Zu den häufigen Fischen gehören Schnapper und andere Barschartige; gelegentlich kommen Bullenhaie vor, die im Hawkesbury River ihr Brutgebiet haben; auch Delfine wurden in den Gewässern gesichtet. An Felsen, die zumindest zeitweise unter Wasser liegen, wachsen Austern (Saccostrea glomerata).
Mangroven (Avicenniea marina und Aegicerras corneculatum) finden sich in einigen Gebieten im Bereich des Tidenhubes. Verschiedene Krabben-Arten leben hier. Unter anderem fischen Azurfischer, Ibis- und verschiedene Kormoran-Arten im Park.
Das Freizeitfischen mit Angeln ist im Park sowohl vom Boot als auch von Land erlaubt. Das Fischen mit Netzen wurde bereits 1894 verboten, ebenso wie das Sammeln von Krustentieren. Angler haben in einigen Teilen des Parks durch Feuer, Müll und herumliegende Angelleinen, in denen sich Tiere verfingen, Umweltprobleme verursacht.

### Schutzmaßnahmen

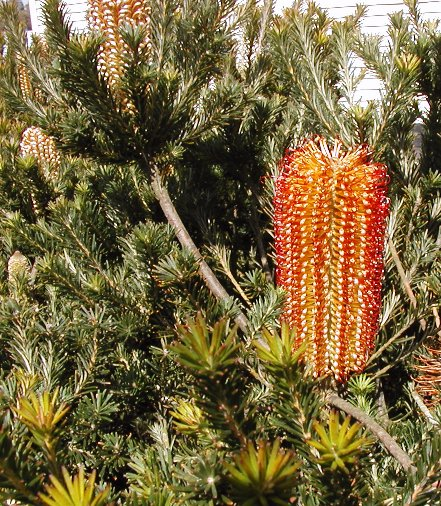
Banksia ericifolia ist abhängig von regelmäßigen Buschfeuern.

Neophyten, das heißt eingeschleppte Pflanzen, wachsen vor allem entlang der Gewässer, die ihren Einzugsbereich in Wohngebieten haben. Gruppen Freiwilliger beteiligen sich an Kontrollprogrammen, bei denen die unerwünschten Pflanzen von Hand entfernt werden und die natürliche Vegetation wiederhergestellt wird. Einzelne Gebiete sind bereits als erfolgreich und beispielhaft bewertet worden. Eingeführte europäische Tiere (Neozoen) wie der Fuchs, die Hauskatze, der Hund, das Kaninchen, Ratten und Mäuse bedrohen die einheimischen Tiere, da sie entweder nach ihnen jagen oder Nahrungskonkurrenten darstellen. Die Parkverwaltung sieht insbesondere im Fuchs eine Bedrohung und hat deswegen Köder entlang der Straßen und Wege ausgelegt, da der Fuchs sich bevorzugt auf diesen fortbewegt. Anrainer, wie ein benachbarter Golf-Club werden bei den Kontrollprogrammen mit einbezogen, indem sie die Zahl der Kaninchen auf ihren Grundstücken reduzieren, die sowohl Nahrungskonkurrenten für einheimische Tiere sind als auch als Nahrung die Fuchspopulation hochhalten.
Mehrere Eukalyptus- und Banksia-Arten sind dahingehend adaptiert, dass ihre Samen nur bei hohen Temperaturen aus den Früchten fallen, weswegen sie Buschfeuer, die in Australien seit Jahrtausenden Teil des natürlichen ökologischen Kreislaufs sind, zur Fortpflanzung benötigen. Eukalyptus-Arten verdunsten hochbrennbare ätherische Öle und fördern damit Buschfeuer sogar, so dass konkurrierende Pflanzenarten, die nicht feuerwiderständig sind, verdrängt werden. Auf abgebrannten Gebieten wächst zunächst Gras, das Lebensraum und Futter zum Beispiel für Wallabys darstellt, die von den Aborigines gejagt wurden.
Buschfeuer werden von der Parkverwaltung ebenfalls überwacht. Wo es ökologisch sinnvoll ist, brennt die Parkverwaltung einzelne Gebiete kontrolliert ab. Teile des Parkes, die nahe an bewohnten Gebieten oder wichtigen kulturellen Stätten liegen, werden mit Schneisen vor Feuer geschützt; gegebenenfalls werden Gegenfeuer gesetzt. Natürlich auftretendes Feuer wird kontrolliert und nur dann eingedämmt, wenn es sich geschützten Gebieten nähert. Geschützt werden auch Regenwälder, weil sie im Gegensatz zu Eukalyptus durch Feuer unwiederbringlich zerstört werden. Der Ku-ring-gai-Chase-Nationalpark wird immer wieder in Studien mit einbezogen, die sich mit Buschfeuern und ihren Auswirkungen auf Flora und Fauna befassen.
Größere Buschfeuer kommen in der Natur etwa alle 15 bis 25 Jahre vor. Die Guringai brannten die Bergkämme alle ein bis fünf Jahre ab. In den letzten 50 Jahren gab es jedes Jahr etwa 10 kleine Buschfeuer, zumeist ausgelöst von Brandstiftern oder durch Unachtsamkeit; in jedem Jahrzehnt gab es zwei große Feuer. Der letzte große Brand war 1994 und betraf etwa 50 % des Geländes; er machte auch international Schlagzeilen.

## Geschichte

### Ku-ring-gai

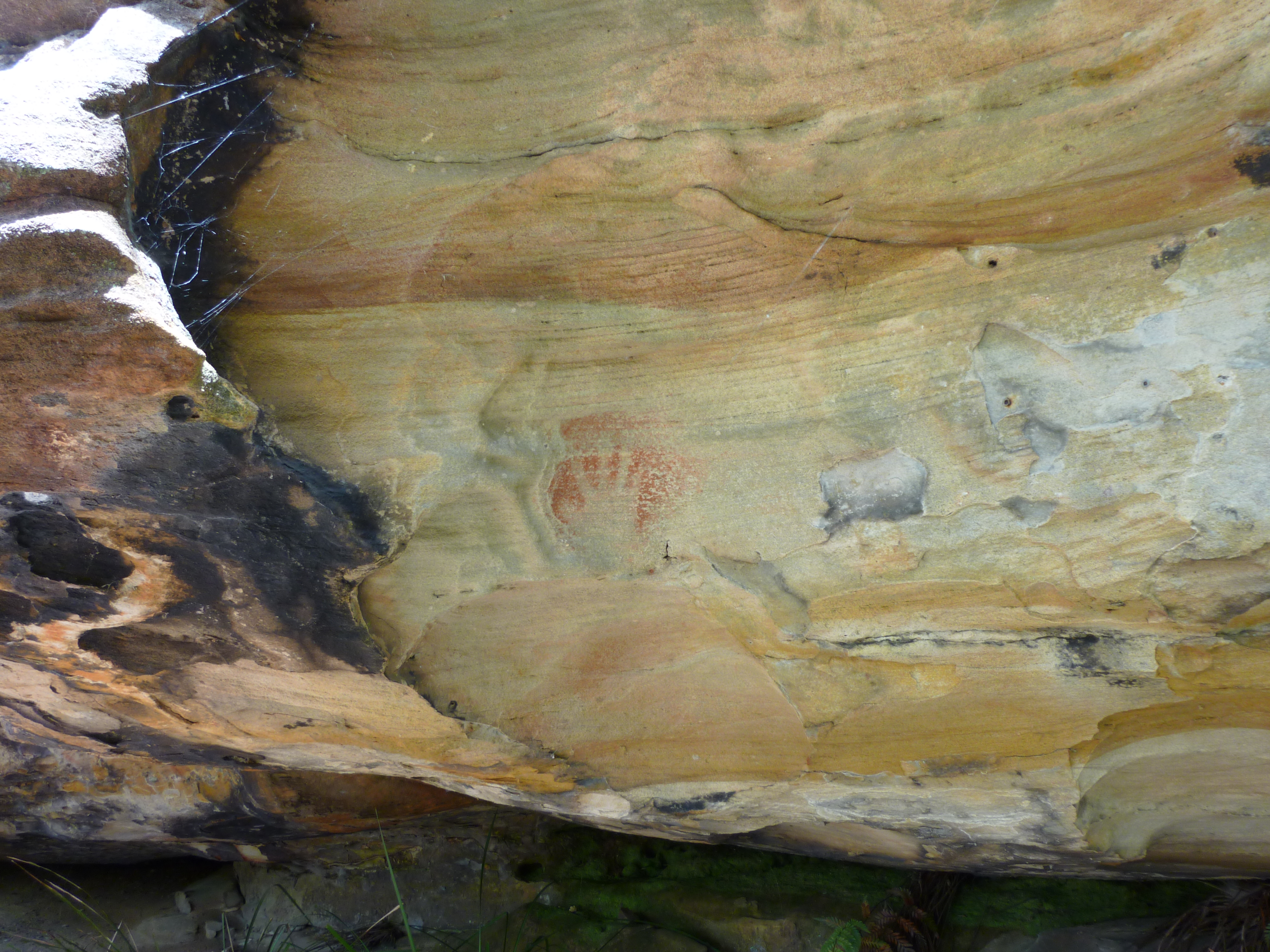
Roter Ocker gibt den Umriss einer Hand wieder.

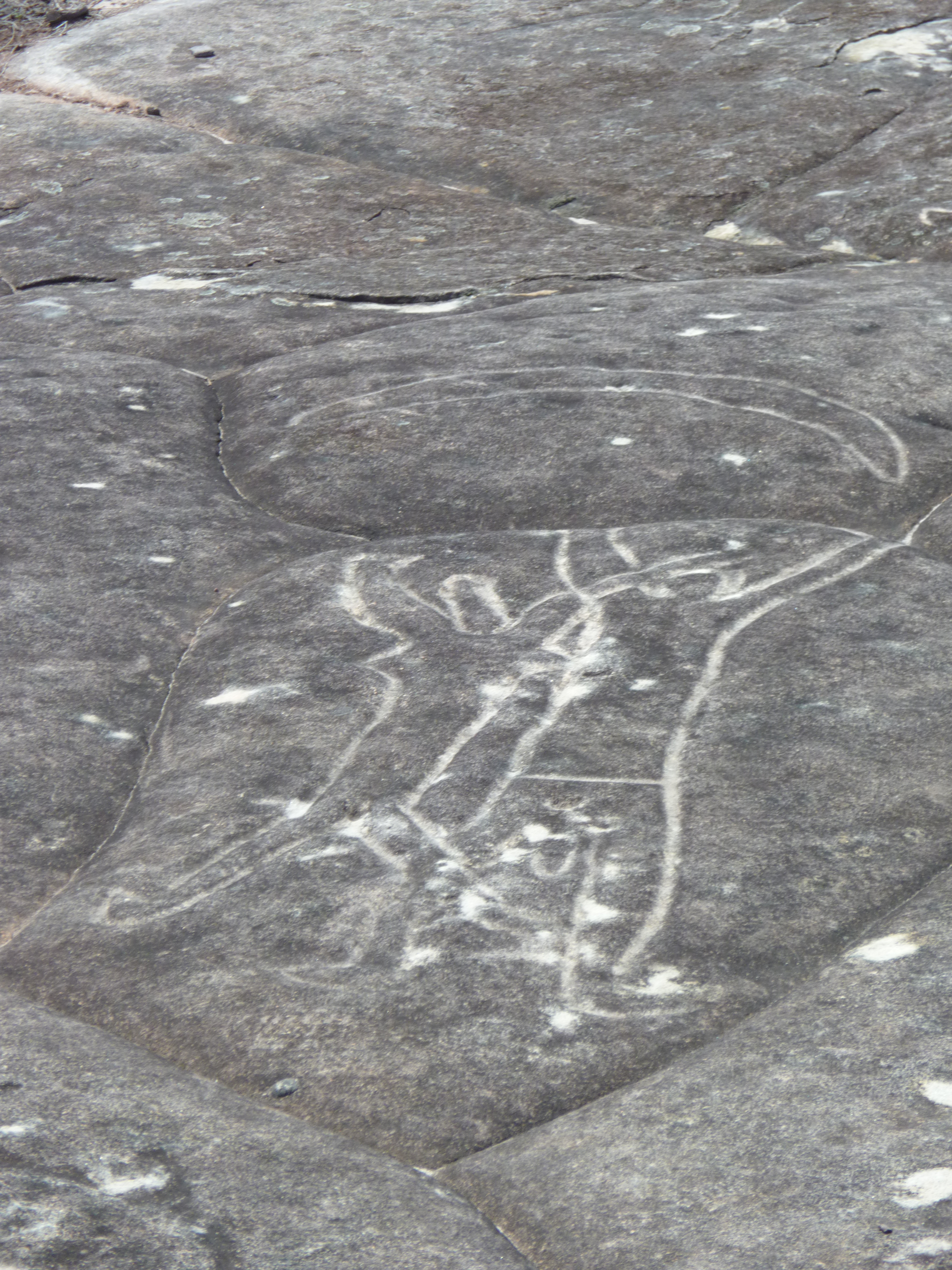
Petroglyph: Mann und Frau unter Sichel

Traditionell gehörte das Land den Guringai (auch Ku-ring-gai geschrieben), einem Stamm der Aborigines. Auf dem Gebiet des heutigen Nationalparks lebten die Clans Garrigal und Terramerragal. Die Dauer der Besiedlung wird auf mindestens 7400 Jahre, in manchen Quellen
auf 15.000 bis 20.000 Jahre geschätzt. Rund 800 Aboriginal sites mit Spuren der indigenen Bevölkerung sind bekannt; einige können besichtigt werden. Die Felsmalereien und Felsritzzeichnungen der Guringai werden auf ein Alter von mindestens 600 Jahre geschätzt. Die Felsmalerei, die man besichtigen kann, ist in der Red Hands Cave: mit rotem Ocker sind die Umrisse von Händen gemalt. Sie liegt nahe am West Head Lookout. Es gibt mehrere Felsritzzeichnungen, die zu den Sydney-Felsgravuren gehören, einem in Australien sonst nicht vorkommenden Kunststil. Viele dieser Felsritzzeichnungen, wie die eines Großen Emus oder die eines Mannes und einer Frau unter einer Sichel, werden mit einer Astronomie der Aborigines in Verbindung gebracht: So ist der Große Emu in der Felsritzzeichnung am Elvina Trail in einer unnatürlichen Position dargestellt; er hat aber zu der Zeit, wenn Emus Eier legen, dieselbe Form und Orientierung einer Reihe von Dunkelwolken in der Milchstraße, von denen der Kohlensack den Kopf des Emus darstellen soll. Mann und Frau hingegen symbolisieren Mond und Sonne; der Mann, der die Frau teilweise verdeckt, wie an der Basin Track Site, stellt demnach eine Sonnenfinsternis dar. Da die Kultur der Guringai verloren ging, bevor sie von Wissenschaftlern aufgezeichnet werden konnte, beruhen diese Annahmen auf Forschung mit Warlpiri und Yolngu aus dem Northern Territory, da deren traditionelles spirituelles Leben auch heute noch nahezu intakt und der Wissenschaft zugänglich ist.
Andere Spuren von Aborigines stammen von Steinwerkzeugen wie Steinbeilen, die auf Felsboden geschliffen wurden, und dabei Furchen hinterließen. Abfallhalden mit Resten der Meerestiere, die als Nahrung dienten, zeugen ebenfalls von früherer Besiedlung und der Ernährungsweise der Guringai.

### Europäische Besiedlung

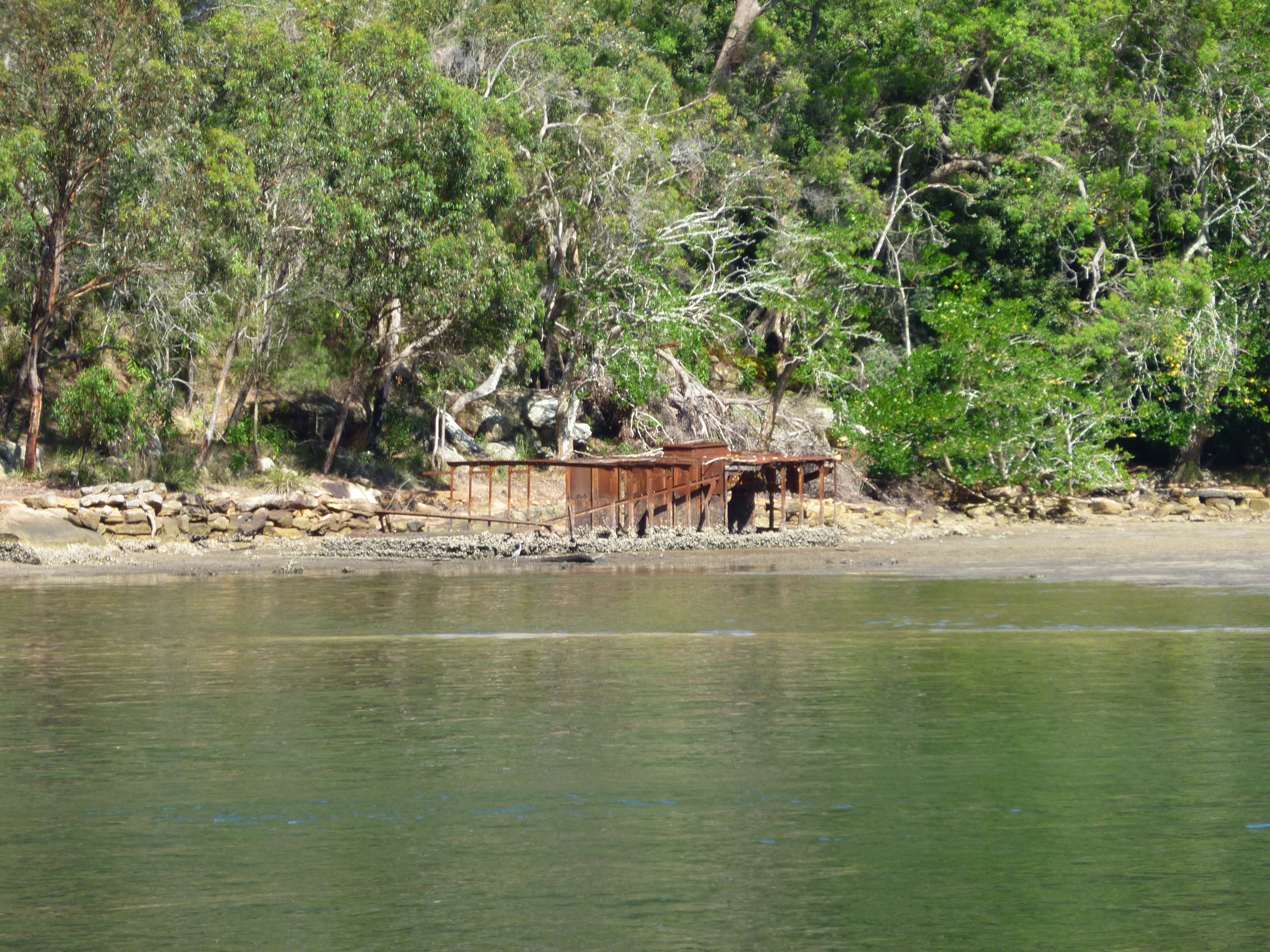
Waratah Bay

Bereits im März 1788, sechs Wochen nach der Ankunft der First Fleet in Sydney, unternahm Gouverneur Arthur Phillip die erste Entdeckungsreise zum Hawkesbury River und untersuchte Pittwater. Die ersten Zusammentreffen mit den Guringai waren friedlich. Bis 1795 starben schätzungsweise die Hälfte aller Guringai durch eine Pockenepidemie. Ab 1793 siedelten Weiße an den Ufern des Hawkesbury Rivers weiter westlich; dabei entstand ein offener Krieg mit den Darug, der bis 1805 anhielt. Aus ihrem Lebensraum vertrieben, siedelten die Darug an Pittwater. Um 1840 waren fast alle Aborigines auch von hier verschwunden.
Vor allem geflüchtete Häftlinge der Sträflingskolonie Australien hielten sich in der Zeit von 1790 bis 1840 auf dem von Weißen noch unbesiedelten Land des heutigen Nationalparks an und versuchten auf ankernde Schiffe zu gelangen, um weiter zu flüchten. Ab 1834 wurden große Grundstücke vergeben: So erhielt William Lawson, ein Entdecker der Blue Mountains, 260 ha auf der Lambert Peninsula; andere durften Teile von The Basin, Little Mackerel und Great Mackerel Beach, Soldiers Point und Cottage Point übernehmen. Wegen des hügeligen und sehr felsigen Geländes mit eher nährstoffarmen Böden hat kommerzielle Landwirtschaft und Viehhaltung nicht stattgefunden; das Land galt als eher wertlos.
Vor allem in Pittwater etablierte sich eine Bootsbau-Industrie und Bauholz-Gewinnung. Ferner wurde Seife aus der Asche verbrannter Mangroven hergestellt und das Wasser zur Salzgewinnung verdunstet. Die Schalen von Muscheln und Schnecken wurden gesammelt, um aus ihnen den Kalk für Mauermörtel herzustellen. Die Produkte wurden nach Sydney mit dem Boot verschifft.
Der Tourismus entwickelte sich, als zur Zeit eines Wirtschaftsbooms in Sydney 1879 eine Anlegestelle für Boote in Newport entstand sowie ein Hotel und ein Gästehaus eröffnet wurden und die zunehmend wohlhabenderen Städter am Wochenende Erholung außerhalb der Stadt suchten.
Bereits seit 1887 ermöglichte eine Eisenbahnlinie den Besuch des Westens des heutigen Parks: Motiviert von den Bauplänen siedelte sich dort 1886 Edward Windybank in Waratah Bay an. Er baute ein Haus, dann ein zweites und schließlich eine Bootshütte. Als gelernter Bootsbauer hatte er bis 1894 bereits 30 Boote zum Verleih hergestellt. Auf der Höhe seines Erfolges hatte er 60 Ruderboote und 13 Hausboote, außerdem mehrere Hütten. Bis 1959 war Windybank’s Paradise im Familienbesitz. Danach vernachlässigt, brannten die Reste 1972 bei einem Buschfeuer nieder; heute ist noch ein verrostetes Stahlgerüst eines Hausbootes und eine Rampe zu sehen.

## Nationalpark

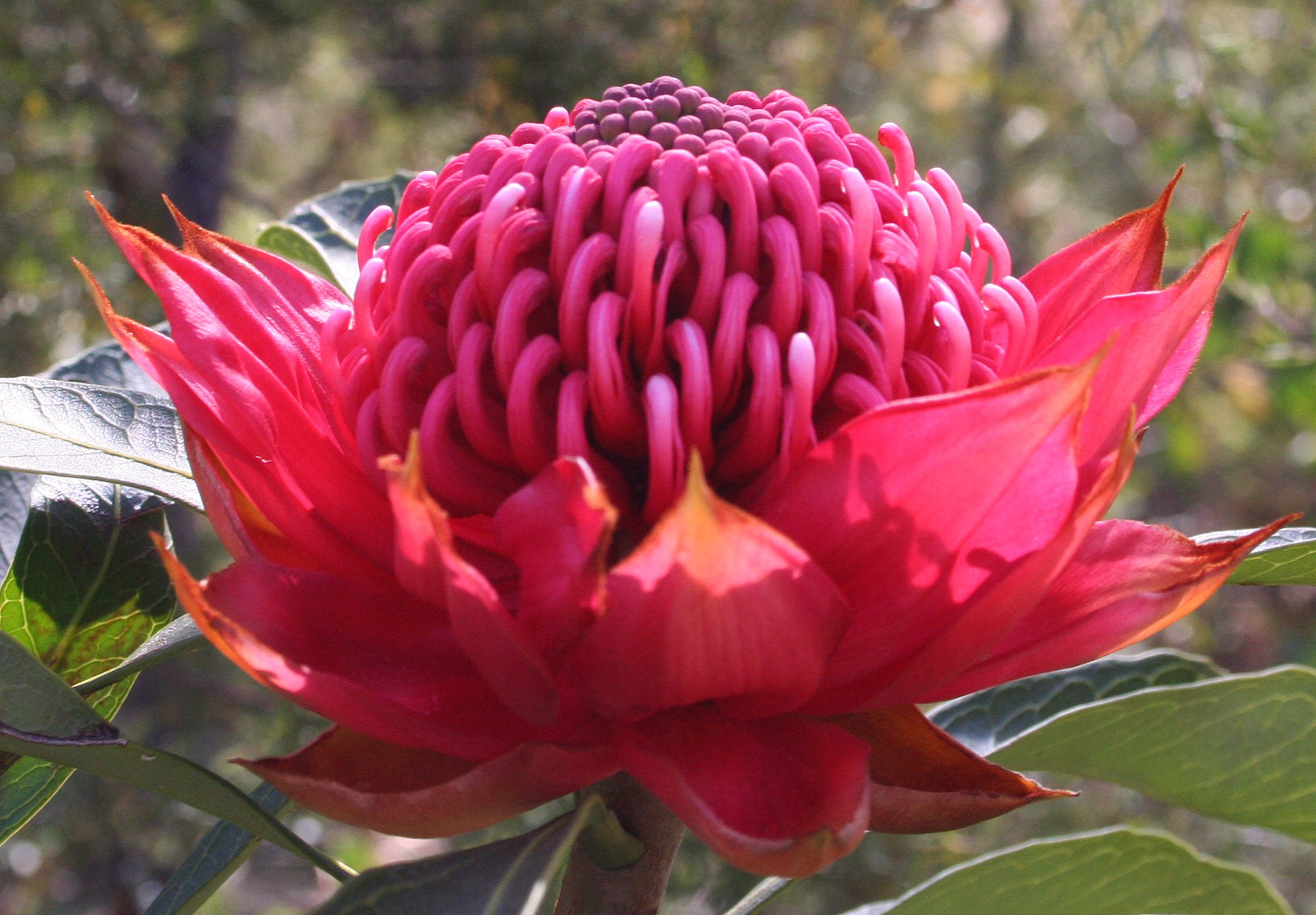
Der Blütenstand von Waratah (Telopea speciosissima)

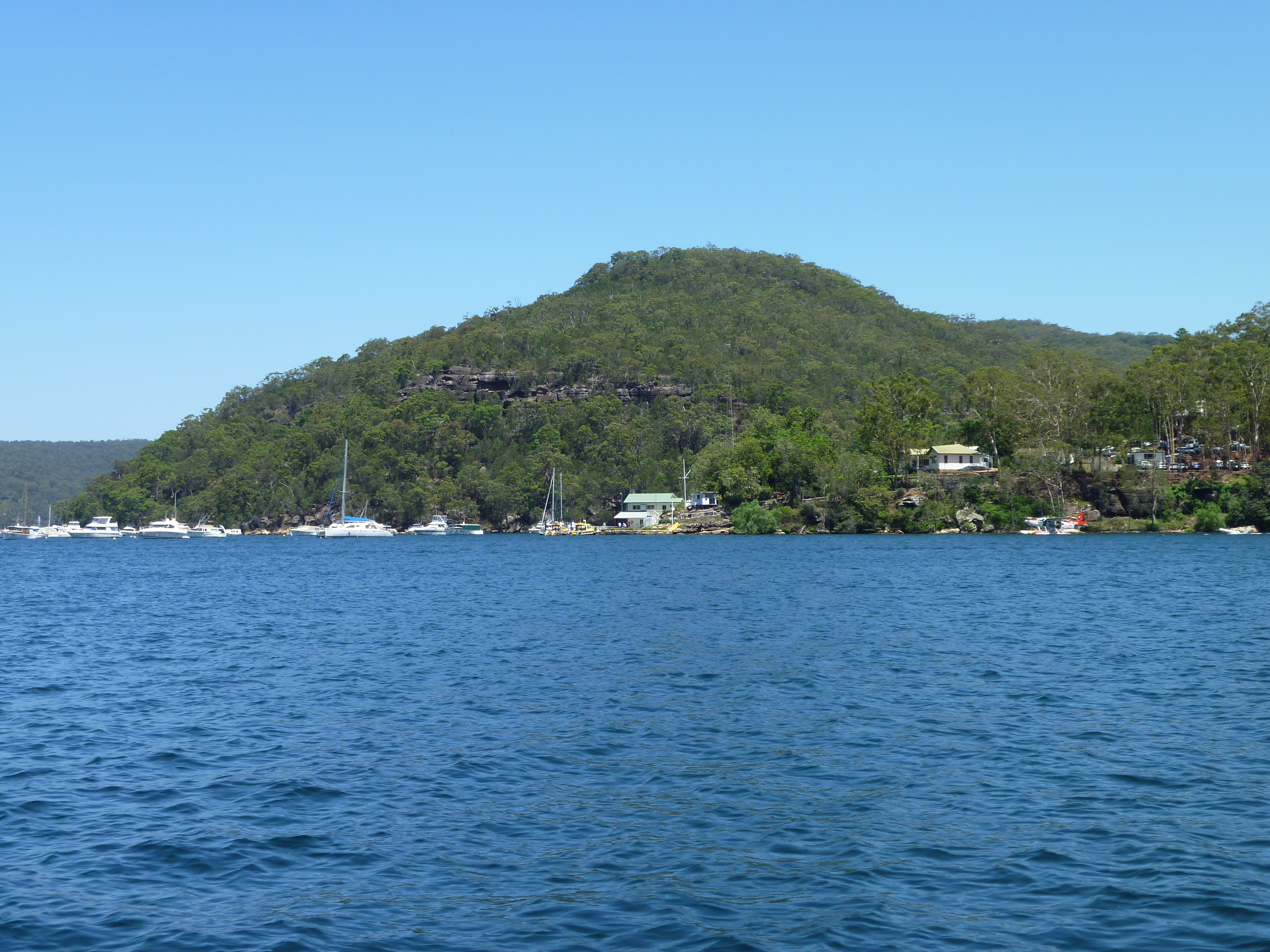
Cottage Point

Gegründet wurde der Nationalpark am 14. Dezember 1894 auf Initiative eines Bürgers namens Eccleston du Faur unter dem Namen Ku-ring-gai Chase. Chase steht hierbei für eine natürliche Landschaft, die nicht umzäunt ist; Ku-ring-gai ist eine alternative Schreibweise für die Aborigines vom Stamm der Guringai. Seit der Gründung haben sich die Grenzen des Nationalparks nicht geändert: Lediglich West Head und Barrenjoey Head gehörten nicht von Anbeginn zum Park. Du Faur hatte sich für die Einrichtung eines Naturschutzgebietes eingesetzt, weil Blumenhändler über Kilometer hinweg Pflanzen entlang der Küste entfernt hatten, um sie in Sydney zu verkaufen. Um sein Ziel zu erreichen, hatte er bereits 1892 den einflussreichen Gouverneur von New South Wales, Victor Child Villiers, zu einem Picknick auf dem heutigen Park-Gelände eingeladen.
Der Park wurde zunächst von einer Stiftung mit zwölf Vorständen verwaltet, wovon der geschäftsführende Vorsitzende von 1894 bis 1904 du Faur selber war. Die Hauptaufgabe der Stiftung bestand darin, den damals 14,2 ha umfassenden Park als Erholungsgebiet zu vermarkten: Dazu wurden Wege eingerichtet; ab 1901 die Straße nach Bobbin Head sowie Ställe und Toiletten. Während im ebenfalls bei Sydney gelegenen und nur wenige Jahre früher gegründeten Royal-Nationalpark die wirtschaftliche Nutzung des Parks durch Abholzen erlaubt war, stand beim Ku-ring-gai-Chase-Nationalpark der Naturschutz derart im Mittelpunkt, dass kommerzielle Holzwirtschaft von Anfang an verboten wurde.
1967 übernahm der neu gegründete NSW National Parks & Wildlife Service den Park und verwaltet ihn zusammen mit dem Lion-Island-, Long-Island- und dem Spectacle-Island-Nature-Reserve, die sich auf dem Hawkesbury River befinden. Das NSW National Parks & Wildlife Service ist mittlerweile dem Department of Environment, Climate Change & Water eingegliedert. Der NSW National Parks & Wildlife Service verpflichtet sich den Richtlinien der International Union for Conservation of Nature and Natural Resources für Schutzgebiete der Kategorie II: Demnach sind Ziele die ökologische Unversehrtheit zu schützen, schädliche Nutzung zu verhindern sowie Erholung, Bildung und Wissenschaft zu ermöglichen.
Der Ku-ring-gai-Chase-Nationalpark war zeitweise Drehort für die australische Fernsehserie Skippy, das Känguruh.

## Tourismus
Jährlich besuchen rund 2 Millionen Menschen den Park. Nach einer Studie der Parkverwaltung sind die beliebtesten Ziele Bobbin Head und die West Head-Aussichtsplattform. Picknicken, grillen und wandern sind die häufigsten Aktivitäten. 43 % aller Besucher waren in den vorherigen drei Monaten bereits im Ku-ring-gai-Chase-Nationalpark; fast 90 % kommen aus einem Umkreis von 20 km vom Park.
Es gibt auf dem Gelände Restaurants in Cottage Point, Akuna Bay und Bobbin Head sowie mehrere mit Gas versorgte Grillplätze und einfache Picknickflächen mit Tischen und Bänken.
Wer nicht sein eigenes Boot in den Park bringt, kann in einem Bootsverleih in Bobbin Head, in Akuna Bay oder auch außerhalb des Parkes, zum Beispiel in Brooklyn ein Boot mieten. Unterkünfte befinden sich von privat in Cottage Point und am Mackerel Beach. Einen Campingplatz gibt es in der Basin Camping Area; eine Jugendherberge in Towlers Bay. Sowohl Campingplatz als auch Jugendherberge können nur zu Fuß oder mit einem Boot, zum Beispiel einem Wassertaxi erreicht werden.
Die Parkverwaltung hat ein gutes Dutzend Wanderwege in unterschiedlichen Längen und Schwierigkeitsgraden eingerichtet. Auf einigen ausgewiesenen Wegen kann Fahrrad gefahren und zu Pferd geritten werden. Das Klettern und Abseilen wird nur nach Einzelfallprüfung genehmigt. Der Park ist nachts geschlossen, weil früher nächtliche Besucher viele Waldbrände verursacht haben und auf den Straßen nachtaktive Tiere überfahren wurden.

### Cottage Point
Um 1880 war der Ort als Terry’s Point nach seinem Bewohner James Terry benannt. Aus dieser frühen Zeit der Besiedlung sind auch heute noch mehrere historisch bedeutsame Sandstein- und Holzgebäude erhalten.
Cottage Point ist als einziger Ort heute noch bewohnt, zurzeit leben 98 Menschen dort. Verschiedene Unternehmen dienen dem Tourismus: Es gibt einen Yachtclub, Bootsverleih, ein Restaurant, Wassertaxis und Wasserflugzeuge. Einige der Häuser werden an Urlauber vermietet.

### Bobbin Head

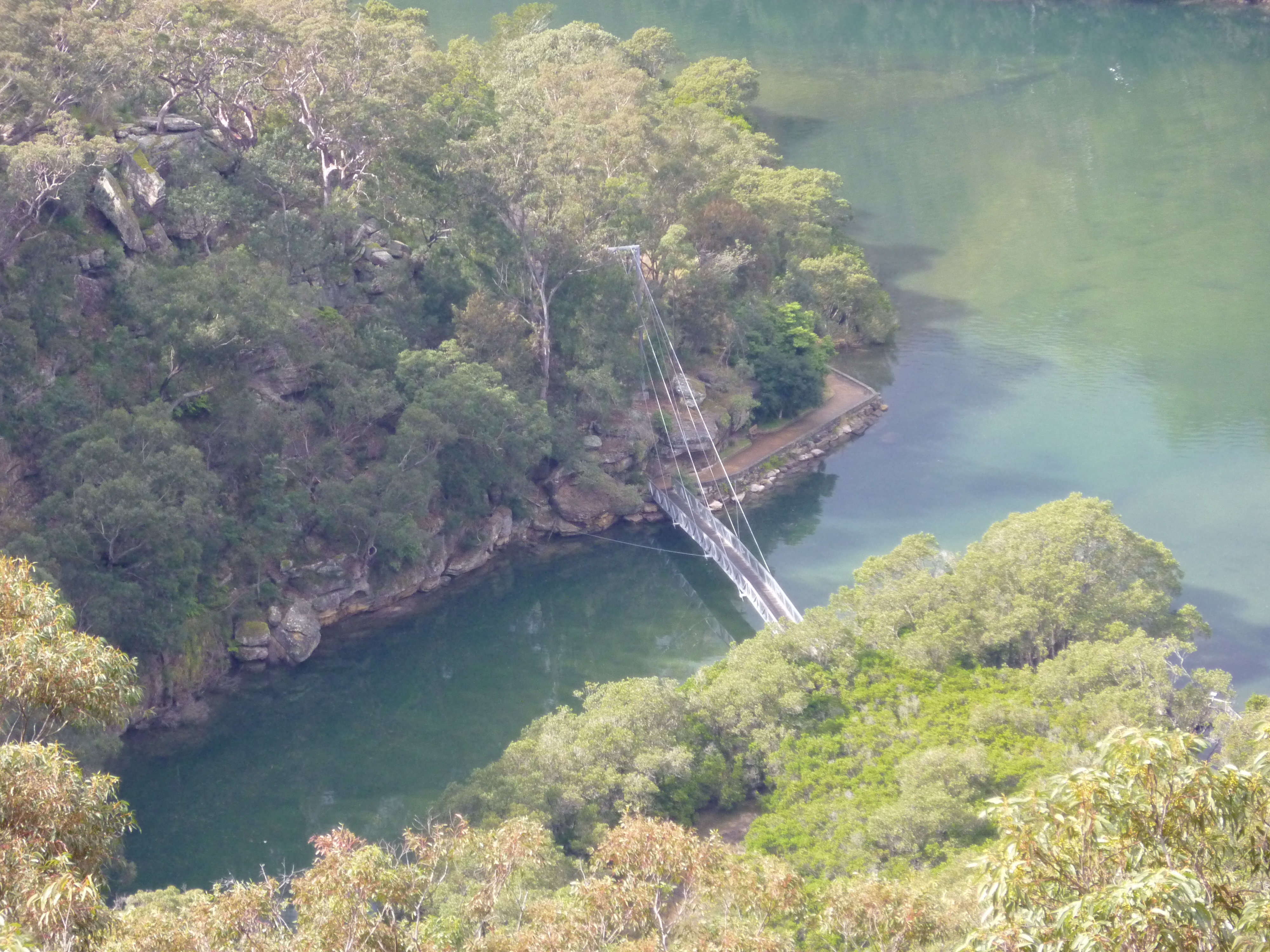
Brücke, die zum Holzsteg in die Mangroven führt.

Bereits 1894 gab es eine zu Fuß oder mit Boot erreichbare Baracke. Eccleston du Faur trug finanziell dazu bei, dass ab 1901 eine Straße nach Bobbin Head gebaut wurde. Er forderte den damaligen Eigentümer auf, Toiletten und Ställe zu errichten – Ställe, weil es damals üblich war, reitend oder mit einem Pferdefuhrwagen anzureisen. Ab 1903, nachdem die Straße fertiggestellt worden war, begann Bobbin Head als touristisches Ziel zu florieren; Speisen und Getränke wurden zum Kauf angeboten und Boote verliehen. Die meisten Einrichtungen, die auch heute noch zu sehen sind, wurden in den 1930er Jahren durch staatlich geförderte Beschäftigung von Arbeitslosen errichtet. Das Bobbin Inn beherbergte zu dieser Zeit ein Restaurant und eine Tanzhalle. Um Land zu gewinnen, wurde die schlammige Bucht aufgeschüttet; Steinwälle sollen Erosion verhindern.
In den 1950er Jahren wurde Bobbin Head noch einmal erweitert: ein Kinderspielplatz, Swimmingpool und ein Zug wurden gebaut. Unweit entstand ein Koala-Gehege.
Als der National Parks and Wildlife Service den Park übernahm, baute er in den 1970er Jahren Bobbin Head auf die Einrichtungen der 1930er Jahre zurück. Das Bobbin Inn beherbergt seither neben einem Restaurant das Informationszentrum der Parkverwaltung. Ein Holzsteg wurde errichtet, der durch die Mangroven führt, so dass bei Ebbe verschiedene Krabben-Arten beobachtet werden können. Das Koala-Gehege beheimatet nun das Kalkari Visitor Centre (in der Sprache der Guringai heißt Kalkari „warten“), das über Flora und Fauna sowie Aborigines informiert: Im Gebäude befindet sich eine Dauerausstellung mit Werkzeugen, Waffen und Kunsthandwerk der Aborigines, die auch über die verschiedenen Habitate informiert. Im umzäunten Außengelände sind verschiedene Tiere des Parkes angesiedelt; Vögel werden mit Futter angelockt.

### The Basin
Wie auch die anderen vormals bewohnten Teile des Nationalparks wurden Landrechte am The Basin ab 1834 vergeben. 1882 baute der damalige Besitzer, Frederick Jackson, ein Versicherungsmakler, hier das Beechwood Cottage, sein Ferienhaus. In diesem Haus befindet sich nun eine Ausstellung zur mehr als 200-jährigen Geschichte von Pittwater und The Basin sowie eine Nachbildung eines Felsüberhangs, wie er den Aborigines zum Schutz diente.

### Barrenjoey Headland

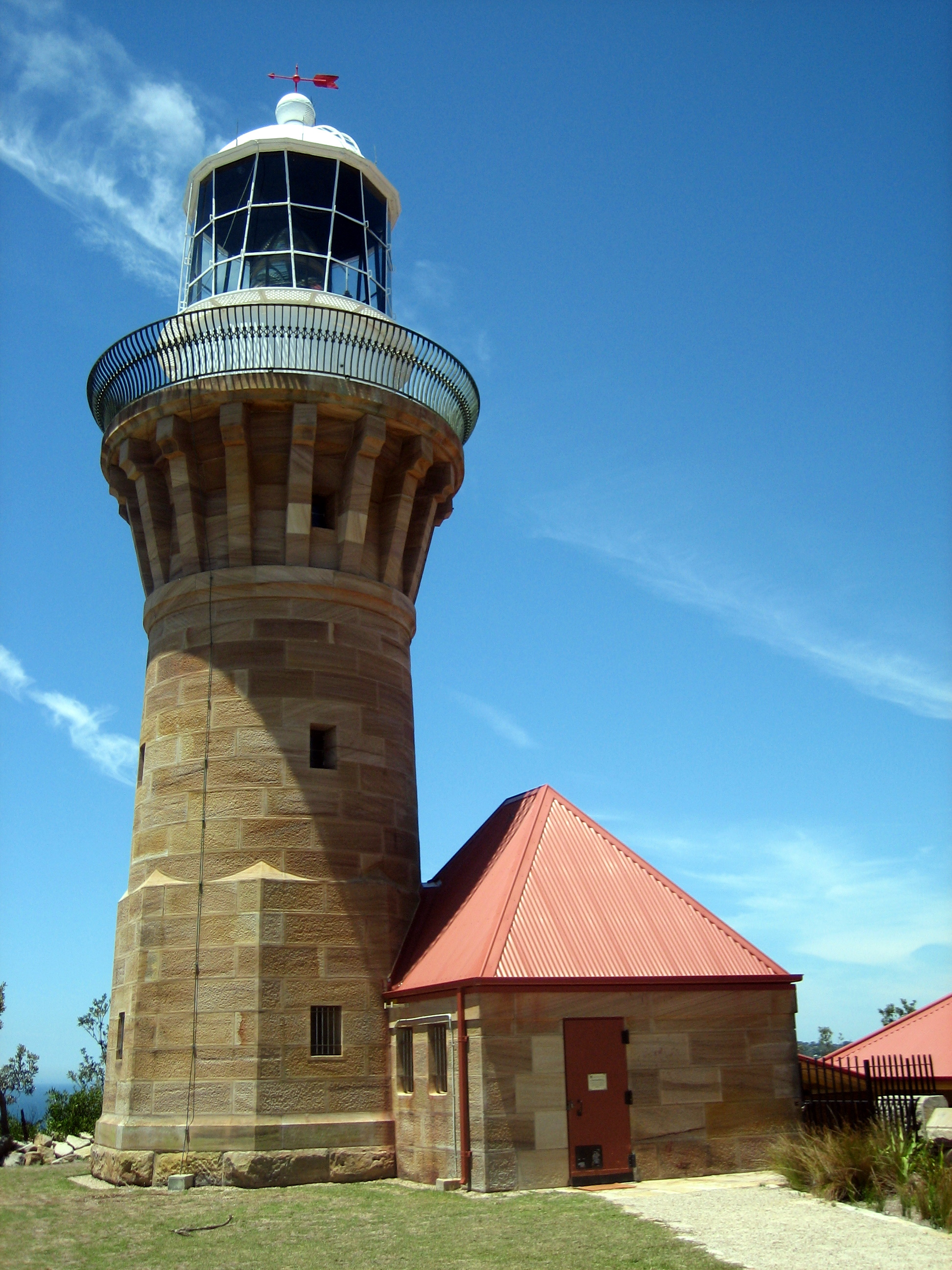
Leuchtturm Barrenjoey aus Hawkesbury-Sandstein

Ein erstes Navigationslicht wurde auf Barrenjoey Headland 1855 errichtet und 1868 vom ersten Leuchtturm ersetzt. 1881 entstand der heutige Leuchtturm; er ist der einzige Leuchtturm in New South Wales, dessen Sandstein-Gemäuer nicht angestrichen wurden. 1932 wurde der Leuchtturm schließlich automatisiert. Am Fuße des Leuchtturms wurde 1843 ein Zollhaus eröffnet, das den weitverbreiteten Schmuggel von Rum unterbinden sollte; es blieb aktiv bis 1904.

### West Head
Nach dem Entdecker William Lawson hielten verschiedene Privatleute Eigentumsrechte an West Head, bis 1929 die West Head Riviera Company einen Großteil übernahm, um einen Golf Club, Hotel und Casino zu errichten. Wegen der Great Depression kamen diese Pläne nicht zustande. Stattdessen wurden im Zweiten Weltkrieg Befestigungen, Kanonen und verschiedene Behausungen für die Navy errichtet. 1951 wurde West Head dem Nationalpark übergeben.

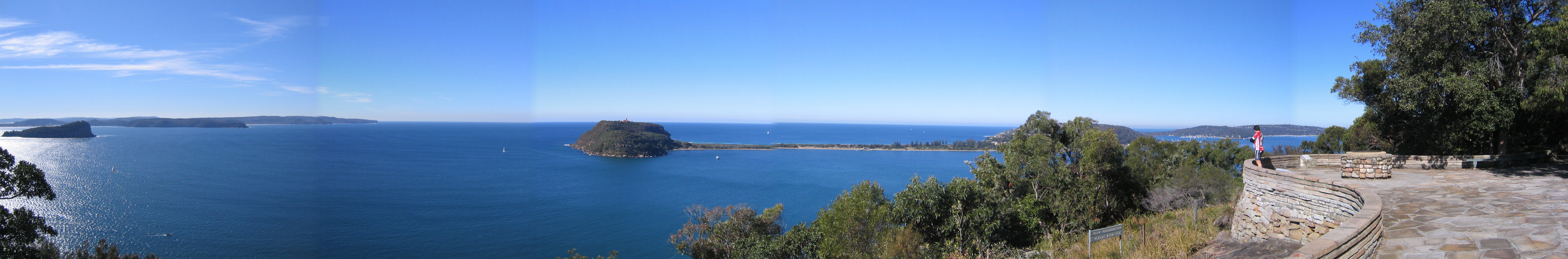
Panoramablick vom West Head auf Barrenjoey Head